# Piero Gobetti
Piero Gobetti, född 19 juni 1901 i Turin, död 15 februari 1926 i Neuilly-sur-Seine, var en italiensk journalist, filosof och antifascist. Han grundade tidskrifterna Energie Nove, La Rivoluzione liberale och Il Baretti. År 1925 blev Gobetti misshandlad av fascistiska svartskjortor och flydde till Frankrike året därpå. Kort därefter avled han i sviterna av sina skador. Piero Gobetti vilar på Père-Lachaise i Paris.